# Instituto de Física Nuclear Budker

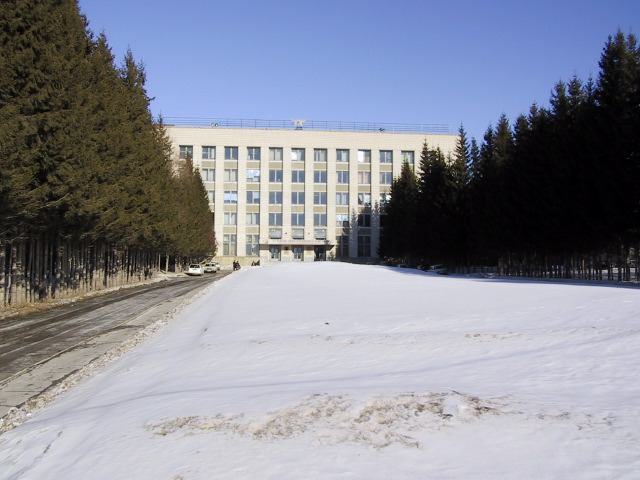
El Instituto de Física Nuclear Budker, en Siberia.

El Instituto de Física Nuclear Budker de la Rama Siberiana de la Academia de Ciencias de Rusia (en ruso Институт ядерной физики имени Г. И. Будкера СО РАН) es uno de los principales centros de estudios avanzados de física nuclear en Rusia. Está situado en Siberia, en la ciudad Akademgorodok. El instituto fue fundado por Guersh Búdker en 1959. Después de su muerte en 1977, el instituto fue rebautizado en honor a su fundador. A pesar de su nombre, el centro no estaba involucrado con la ciencia atómica militar ni con los reactores nucleares. Su atención fue dedicada a la física de alta energía (especialmente la física del plasma) y la física de partículas. En 1961 el instituto comenzó la construcción del VEP-1, el primer acelerador de partículas en la Unión Soviética. El Instituto de Física Nuclear Budker actualmente emplea a más de 3000 personas, y alberga varios grupos de investigación.
Entre 1993 y 2001, el Instituto de Física Nuclear Budker contribuyó a la construcción del Gran colisionador de hadrones (LHC) del CERN fabricando diversos equipos especiales que incluyen imanes de control de haz e imanes superconductores de gran capacidad y muy alta precisión.

## Instalaciones activas
- VEPP-4 Archivado el 16 de julio de 2011 en Wayback Machine. - colisionador e+e− colisionador para el rango de energías hasta 12 GeV
  - KEDR
  - ROKK-1
- VEPP-2000 - colisionador e+e− para el rango de energías de 0.4-2.0 GeV
  - SND
  - CMD-3
- Electrónica de refrigeración (enlace roto disponible en Internet Archive; véase el historial, la primera versión y la última).
- Experimentos de física de plasma
  - GOL3
  - GDL
- Centro de Radiación del Sincrotrón de Siberia

## Directores
- Guersh Ítskovich Búdker (1959-1977)
- Aleksandr Nikoláyevich Skrinski (1977-2015)
- Pável Vladímirovich Logachov (2015-)